# میلر (دهانه)
میلر یک دهانه برخوردی در ماه‌ است.

## دهانه‌های اقماری
این دهانه ۶ دهانه اقماری دارد.
| Miller | عرض جغرافیایی | طول جغرافیایی | قطر          |
| ------ | ------------- | ------------- | ------------ |
| A      | ۳۷.۷° S       | ۱.۸° E        | ۳۹.۰ کیلومتر |
| C      | ۳۸.۲° S       | ۰.۳° W        | ۳۶.۰ کیلومتر |
| B      | ۳۷.۶° S       | ۱.۰° E        | ۱۲.۰ کیلومتر |
| E      | ۳۸.۸° S       | ۲.۸° E        | ۶.۰ کیلومتر  |
| D      | ۳۸.۰° S       | ۳.۱° E        | ۵.۰ کیلومتر  |
| K      | ۳۹.۸° S       | ۰.۹° E        | ۴.۰ کیلومتر  |